# François Dubois
François Dubois (Amiens, 1529 – Ginevra, 24 agosto 1584) è stato un pittore francese.
Noto soprattutto per il Massacre de la Saint Barthélémy, che dipinge la famosa strage degli Ugonotti avvenuta la Notte di San Bartolomeo. Ugonotto egli stesso, dovette rifugiarsi in Svizzera dopo il massacro.